# بدون غم بیشتر
بدون غم بیشتر (بهانگلیسی: No More Sorrow) یک ترانه از گروه راک آمریکایی لینکین پارک است. این هشتمین ترانه از آلبوم دقایقی تا نیمه‌شب است. این ترانه در سال ۲۰۰۸ پخش گردید. این ترانه توسط مایک شینودا و ریک روبین تهیه شده‌است.

## موفقیت

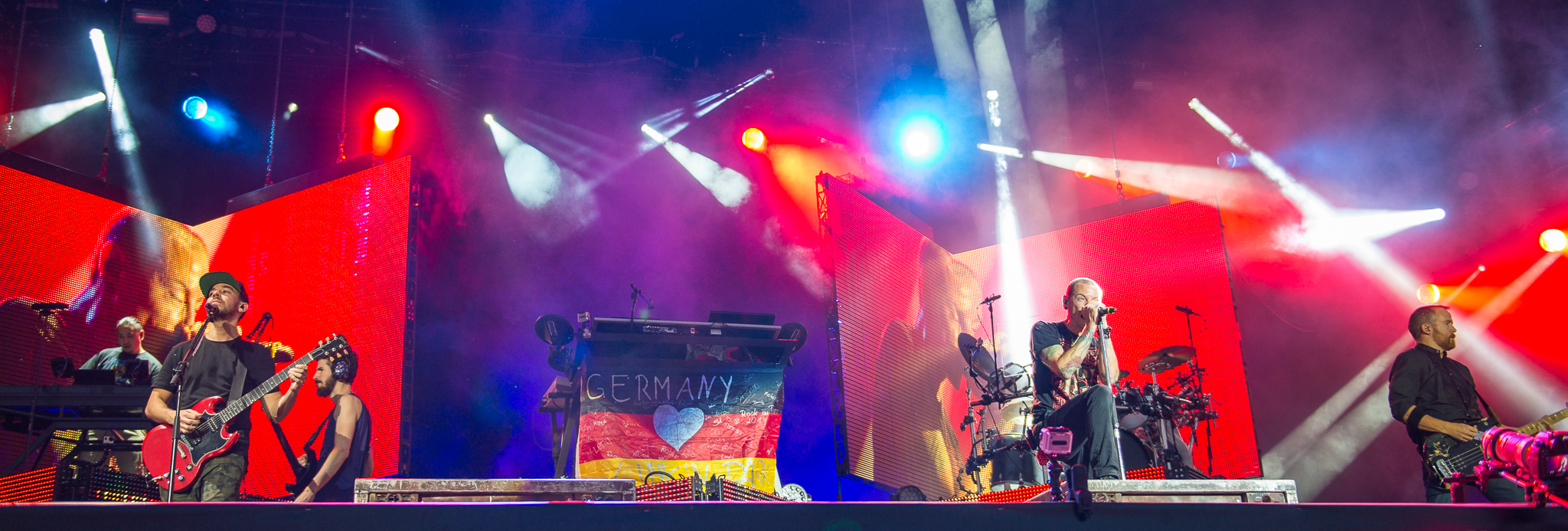
گروه لینکین پارک

این ترانه میان هواداران لینکین پارک محبوب است؛ همچنین اجراهای زنده محدود اما زیبایی داشته‌است. برخی اجراهای زنده از ۵ دقیقه نیز بیشتر بودند. این ترانه در جدول‌های موسیقی هفتگی نیز جزو ۱۰۰ تای نخست بود.